# Liga Mistrzów AFC Two (2024/2025)/Faza pucharowa
Faza pucharowa rozgrywek Ligi Mistrzów AFC Two 2024/2025 rozpoczęła się 11 lutego 2025 i zostanie zakończona meczem finałowym, który odbędzie się 18 maja 2025.

## Terminarz
Wszystkie losowania miały miejsce w siedzibie AFC w Kuala Lumpur, w Malezji.
| Runda       | Data i czas losowania | Data pierwszego meczu | Data drugiego meczu |
| ----------- | --------------------- | --------------------- | ------------------- |
| 1/8 finału  | 12 grudnia 2024       | 11-13 lutego 2025     | 18-20 lutego 2025   |
| Ćwierćfinał | –                     | 4-6 marca 2025        | 11-13 marca 2025    |
| Półfinał    | –                     | 8-9 kwietnia 2025     | 15-16 kwietnia 2025 |
| Finał       | –                     | 18 maja 2025          | 18 maja 2025        |

## Zakwalifikowane drużyny
Do startu w fazie pucharowej uprawnionych było 16 drużyn:
- 8 zwycięzców fazy grupowej Ligi Mistrzów Two,
- 8 drużyn, które zajęły 2. miejsca w fazie grupowej Ligi Mistrzów Two,

Do dalszych etapów turnieju przechodzili zwycięzcy poszczególnych dwumeczów.
Losowanie par 1/8 finału odbyło się 12 grudnia 2024 roku. Zwycięzcy poszczególnych grup w fazie grupowej Ligi Mistrzów zostali rozlosowani przeciwko zespołom, które zajęły 2. miejsca w fazie grupowej Ligi Mistrzów. Drużyny z tych samych federacji, grup oraz regionów (zachodni - grupy A-D; wschodni - grupy E-H) nie mogły zostać zestawione w jednej parze.
| Grupa | Zwycięzcy grup         | Drugie drużyny grup |
| ----- | ---------------------- | ------------------- |
| A     | Teraktor Sazi Tebriz   | Al-Wakrah SC        |
| B     | Al-Taawoun FC          | Al-Khaldiya SC      |
| C     | Nadi asz-Szarika       | Al-Wehdat Amman     |
| D     | Shabab Al-Ahli Dubaj   | Al-Hussein Irbid    |
| E     | Sanfrecce Hiroszima    | Sydney FC           |
| F     | Lion City Sailors FC   | Port FC             |
| G     | Bangkok United FC      | Thép Xanh Nam Định  |
| H     | Jeonbuk Hyundai Motors | Muangthong United   |

## 1/8 finału
Losowanie par tej rundy odbyło się 12 grudnia 2024 roku. Pierwsze mecze zostały rozegrane 11, 12 i 13 lutego 2025 roku, a rewanże 18, 19 i 20 lutego 2025 roku.
| Drużyna 1                            | Wynik dwumeczu | Drużyna 2              | Pierwszy mecz | Drugi mecz   |
| ------------------------------------ | -------------- | ---------------------- | ------------- | ------------ |
| Al-Khaldiya SC                       | 4:5            | Teraktor Sazi Tebriz   | 1:2           | 3:3          |
| Al-Wakrah SC                         | 4:4 (k. 3:4)   | Al-Taawoun FC          | 2:2           | 2:2 (k. 3:4) |
| Al-Wehdat Amman                      | 3:6            | Shabab Al-Ahli Dubaj   | 0:2           | 3:4          |
| Al-Hussein Irbid                     | 1:1 (k. 0:3)   | Nadi asz-Szarika       | 0:1           | 1:0 (k. 0:3) |
| Thép Xanh Nam Định                   | 0:7            | Sanfrecce Hiroszima    | 0:3           | 0:4          |
| Muangthong United                    | 2:7            | Lion City Sailors FC   | 2:3           | 0:4          |
| Port FC                              | 0:5            | Jeonbuk Hyundai Motors | 0:4           | 0:1          |
| Sydney FC                            | 5:4            | Bangkok United FC      | 2:2           | 3:2          |
| Po lewej gospodarz pierwszego meczu. |                |                        |               |              |

### Pierwsze mecze
| 11 lutego 2025 15:00 CET | Al-Khaldiya SC · Al-Romaihi 48' | 1:2(0:0)Raport | Teraktor Sazi Tebriz · 50' Hosseinzadeh · 55' Drožđek | Bahrain National Stadium, Ar-Rifa Widzów: 367 Sędzia: Ahmed Al-Ali |
|                          |                                 |                |                                                       |                                                                    |

| 11 lutego 2025 17:00 CET | Al-Hussein Irbid | 0:1(0:1)Raport | Nadi asz-Szarika · 42' Lucas | Stadion Międzynarodowy, Amman Widzów: 2 911 Sędzia: Ryo Tanimoto |
|                          |                  |                |                              |                                                                  |

| 12 lutego 2025 10:00 CET | Sydney FC · Segecic 60', 78' | 2:2(0:0)Raport | Bangkok United FC · 50' Živković · 90+5' Puangchan | Allianz Stadium, Sydney Widzów: 5 131 Sędzia: Yoshimi Yamashita |
|                          |                              |                |                                                    |                                                                 |

| 12 lutego 2025 13:00 CET | Thép Xanh Nam Định | 0:3(0:0)Raport | Sanfrecce Hiroszima · 73' Nakamura · 88' Tanaka · 90+1' Koshimichi | Stadion Thiên Trường, Nam Định Widzów: 10 800 Sędzia: Casey Reibelt |
|                          |                    |                |                                                                    |                                                                     |

| 12 lutego 2025 15:00 CET | Al-Wehdat Amman | 0:2(0:0)Raport | Shabab Al-Ahli Dubaj · 53', 66' Azmun | Stadion Międzynarodowy, Amman Widzów: 467 Sędzia: Shukri Al Hanfosh |
|                          |                 |                |                                       |                                                                     |

| 12 lutego 2025 17:00 CET | Al-Wakrah SC · Assal 55' · Gelson 70' | 2:2(0:1)Raport | Al-Taawoun FC · 14' El Mahdioui · 61' Martínez | Stadion Międzynarodowy Chalifa, Ar-Rajjan Widzów: 1 087 Sędzia: Fu Ming |
|                          |                                       |                |                                                |                                                                         |

| 13 lutego 2025 13:00 CET | Muangthong United · Lorenzen 56' · Do 90+10' | 2:3(0:3)Raport | Lion City Sailors FC · 1' Anuar · 11' Lestienne · 27' Ramselaar | Stadion Thunderdome, Nonthaburi Widzów: 3 865 Sędzia: Kim Jong-hyeok |
|                          |                                              |                |                                                                 |                                                                      |

| 13 lutego 2025 15:00 CET | Port FC | 0:4(0:2)Raport | Jeonbuk Hyundai Motors · 19' Park Jin-seop · 24', 60' Compagno · 49' Song Min-kyu | BG Stadium, Pathum Thani Widzów: 1 385 Sędzia: Abdulla Al Marri |
|                          |         |                |                                                                                   |                                                                 |

### Rewanże
| 18 lutego 2025 15:00 CET    | Nadi asz-Szarika | 0:1 dogr. k. 3:0(0:1, 0:1, 0:1)Raport | Al-Hussein Irbid · 41' Al-Mardi | Malab asz-Szarika, Szardża Sędzia: Khalid Al Turais |
|                             |                  |                                       |                                 |                                                     |
|                             |                  | Rzuty karne                           |                                 |                                                     |
| Lucas · Ben Larbi · Abdalla |                  | Abu Jalboush · Abu Zraiq · Ítalo      |                                 |                                                     |

| 18 lutego 2025 17:00 CET | Teraktor Sazi Tebriz · Hosseinzadeh 15' · Štrkalj 32' · Torabi 71' | 3:3(2:0)Raport | Al-Khaldiya SC · 57', 63' Abduljabbar · 90+3' Al-Romaihi | Stadion Yadegar Emam, Tebriz Sędzia: Adel Al Naqbi |
|                          |                                                                    |                |                                                          |                                                    |

| 19 lutego 2025 11:00 CET | Sanfrecce Hiroszima · Shō Sasaki 10' · Nakamura 54', 90+1' · Nakano 66' | 4:0(1:0)Raport | Thép Xanh Nam Định | Edion Peace Wing, Hiroszima Sędzia: Ko Hyung-jin |
|                          |                                                                         |                |                    |                                                  |

| 19 lutego 2025 13:00 CET | Bangkok United FC · Al-Ghassani 18' · Eid 54' | 2:3 dogr.(1:1, 2:2, 2:3)Raport | Sydney FC · 2' Lolley · 88' Segecic · 100' Costa | Thammasat Stadium, Rangsit Sędzia: Ilgiz Tantashev |
|                          |                                               |                                |                                                  |                                                    |

| 19 lutego 2025 17:00 CET | Shabab Al-Ahli Dubaj · Azmun 14', 84' · Bala 80' · Mateusão 81' | 4:3(1:1)Raport | Al-Wehdat Amman · 35' Gueye · 71' Semreen · 74' (sam.) Planić | Malab Al Raszid, Dubaj Sędzia: Ahmed Al-Kaf |
|                          |                                                                 |                |                                                               |                                             |

| 19 lutego 2025 19:00 CET                       | Al-Taawoun FC · Al-Kuwaykibi 77' · Rivas 112' | 2:2 dogr. k. 4:3(0:0, 1:1, 1:1)Raport     | Al-Wakrah SC · 53', 120+4' Gelson | King Abdullah Sports City Stadium, Burajda Sędzia: Yusuke Araki |
|                                                |                                               |                                           |                                   |                                                                 |
|                                                |                                               | Rzuty karne                               |                                   |                                                                 |
| El Mahdioui · Bahebri · Al-Kuwaykibi · Girotto |                                               | Mendes · Scholz · Salah · Khaled · Gelson |                                   |                                                                 |

| 20 lutego 2025 11:00 CET | Jeonbuk Hyundai Motors · Park Jae-yong 5' | 1:0(1:0)Raport | Port FC | Jalan Besar Stadium, Singapur Sędzia: Ma Ning |
|                          |                                           |                |         |                                               |

| 20 lutego 2025 13:00 CET | Lion City Sailors FC · Lestienne 3' · Ramselaar 45+3' · Anuar 63', 88' | 4:0(2:0)Raport | Muangthong United | Jalan Besar Stadium, Singapur Sędzia: Payam Heydari |
|                          |                                                                        |                |                   |                                                     |

## Ćwierćfinały
Pierwsze mecze zostały rozegrane 4, 5 i 6 marca 2025 roku, a rewanże 11, 12 i 13 lutego 2025 roku.
| Drużyna 1                            | Wynik dwumeczu | Drużyna 2            | Pierwszy mecz | Drugi mecz   |
| ------------------------------------ | -------------- | -------------------- | ------------- | ------------ |
| Teraktor Sazi Tebriz                 | 2:2 (k. 2:4)   | Al-Taawoun FC        | 0:0           | 2:2 (k. 2:4) |
| Shabab Al-Ahli Dubaj                 | 2:2 (k. 4:5)   | Nadi asz-Szarika     | 1:1           | 1:1 (k. 4:5) |
| Sanfrecce Hiroszima                  | 1:4            | Lion City Sailors FC | 0:3 (wo.)     | 1:1          |
| Jeonbuk Hyundai Motors               | 2:5            | Sydney FC            | 0:2           | 2:3          |
| Po lewej gospodarz pierwszego meczu. |                |                      |               |              |

### Pierwsze mecze
| 4 marca 2025 17:00 CET | Teraktor Sazi Tebriz | 0:0(0:0)Raport | Al-Taawoun FC | Stadion Yadegar Emam, Tebriz Widzów: 25 080 Sędzia: Qasim Al Hatmi |
|                        |                      |                |               |                                                                    |

| 5 marca 2025 11:00 CET | Sanfrecce Hiroszima | 0:3 wo. (w meczu 6:1)Raport | Lion City Sailors FC | Edion Peace Wing Hiroshima, Hiroszima Widzów: 6 812 Sędzia: Mooud Bonyadifard |
|                        |                     |                             |                      |                                                                               |

| 5 marca 2025 17:00 CET | Shabab Al-Ahli Dubaj · Azmun 46' | 1:1(0:0)Raport | Nadi asz-Szarika · 68' Lucas | Edion Peace Wing Hiroshima, Hiroszima Widzów: 5 135 Sędzia: Ammar Ebrahim Mahfoodh |
|                        |                                  |                |                              |                                                                                    |

| 6 marca 2025 11:00 CET | Jeonbuk Hyundai Motors | 0:2(0:1)Raport | Sydney FC · 36', 66' Klimala | Yongin Mireu Stadium, Yongin Widzów: 2 561 Sędzia: Asker Nadjafaliev |
|                        |                        |                |                              |                                                                      |

### Rewanże
| 11 marca 2025 19:00 CET               | Al-Taawoun FC · Barrow 54' · Mandash 92' | 2:2 dogr. k. 4:2(0:0, 1:1, 2:2)Raport  | Teraktor Sazi Tebriz · 50' Alves · 105' Drožđek | King Abdullah Sports City Stadium, Burajda Widzów: 5 689 Sędzia: Shen Yinhao |
|                                       |                                          |                                        |                                                 |                                                                              |
|                                       |                                          | Rzuty karne                            |                                                 |                                                                              |
| El Mahdioui · Barrow · Girotto · Adam |                                          | Postonjski · Shiri · Ashouri · Drožđek |                                                 |                                                                              |

| 12 marca 2025 13:00 CET | Lion City Sailors FC · Thy 20' | 1:1(1:1)Raport | Sanfrecce Hiroszima · 34' Nakajima | Jalan Besar Stadium, Singapur Widzów: 4 193 Sędzia: Ahmed Issa |
|                         |                                |                |                                    |                                                                |

| 12 marca 2025 19:00 CET                           | Nadi asz-Szarika · Meloni 35' | 1:1 dogr. k. 5:4(1:0, 1:1, 1:1)Raport              | Shabab Al-Ahli Dubaj · 90+4' Dabbur | Malab asz-Szarika, Szardża Widzów: 7 681 Sędzia: Yusuke Araki |
|                                                   |                               |                                                    |                                     |                                                               |
|                                                   |                               | Rzuty karne                                        |                                     |                                                               |
| Lucas · Ben Larbi · Luanzinho · Abdulbasit · Biro |                               | Azmun · Cartabia · Al-Ghassani · Santos · Mateusão |                                     |                                                               |

| 13 marca 2025 09:00 CET | Sydney FC · Grant 59' · Klimala 71' · Costa 82' | 3:2(0:2)Raport | Jeonbuk Hyundai Motors · 35', 45+4' Jeon Jin-woo | Allianz Stadium, Sydney Widzów: 7 039 Sędzia: Abdulla Al Marri |
|                         |                                                 |                |                                                  |                                                                |

## Półfinały
Mecze zostaną rozegrane w dniach 4-13 marca 2025.
| Drużyna 1                            | Wynik dwumeczu | Drużyna 2        | Pierwszy mecz | Drugi mecz |
| ------------------------------------ | -------------- | ---------------- | ------------- | ---------- |
| Al-Taawoun FC                        | 1:2            | Nadi asz-Szarika | 1:0           | 0:2        |
| Lion City Sailors FC                 | 2:1            | Sydney FC        | 2:0           | 0:1        |
| Po lewej gospodarz pierwszego meczu. |                |                  |               |            |

### Pierwsze mecze
| 8 kwietnia 2025 20:00 CEST | Al-Taawoun FC · Sabiri 2' | 1:0(1:0)Raport | Nadi asz-Szarika | King Abdullah Sports City Stadium, Burajda Widzów: 5 730 Sędzia: Fu Ming |
|                            |                           |                |                  |                                                                          |

| 9 kwietnia 2025 14:00 CEST | Lion City Sailors FC · Ramselaar 18' · Thy 53' | 2:0(1:0)Raport | Sydney FC | Jalan Besar Stadium, Singapur Widzów: 4 213 Sędzia: Zaid Thamer Mohammed |
|                            |                                                |                |           |                                                                          |

### Rewanże
| 15 kwietnia 2025 18:00 CEST | Nadi asz-Szarika · Camara 90+4' · Ben Larbi 90+9' | 2:0(0:0)Raport | Al-Taawoun FC | Malab asz-Szarika, Szardża Widzów: 9 452 Sędzia: Rustam Lutfullin |
|                             |                                                   |                |               |                                                                   |

| 10 kwietnia 2025 14:00 CEST | Sydney FC · Lolley 85' | 1:0(0:0)Raport | Lion City Sailors FC | Sydney Football Stadium, Sydney Widzów: 10 588 Sędzia: Abdullah Jamali |
|                             |                        |                |                      |                                                                        |